# Discografia dei System of a Down
La discografia dei System of a Down, gruppo musicale alternative metal statunitense, è composta da cinque album in studio, tre EP e oltre dieci singoli, pubblicati tra il 1998 e il 2020.

## Album

### Album in studio
| Anno                                                                                               | Titolo | Classifiche | Classifiche | Classifiche | Classifiche | Classifiche | Classifiche | Classifiche | Classifiche | Classifiche | Classifiche | Classifiche | Certificazioni                                                                                              |
| Anno                                                                                               | Titolo | USA         | AUS         | CAN         | FIN         | GER         | IRE         | ITA         | NLD         | NZL         | SWI         | UK          | Certificazioni                                                                                              |
| -------------------------------------------------------------------------------------------------- | --- | ----------- | ----------- | ----------- | ----------- | ----------- | ----------- | ----------- | ----------- | ----------- | ----------- | ----------- | --- |
| 1998                                                                                               | System of a Down - Pubblicato: 30 giugno 1998 - Etichetta: American - Formati: CD, 2 CD, download digitale              | 124         | 48          | —           | —           | —           | —           | —           | 68          | —           | —           | 103         | - CAN: Oro - ITA: Oro - UK: Oro - USA: Platino (2)                                                          |
| 2001                                                                                               | Toxicity - Pubblicato: 4 settembre 2001 - Etichetta: American - Formati: CD, CD+DVD, 2 LP, download digitale            | 1           | 6           | 1           | 8           | 23          | 17          | 23          | 17          | 7           | 31          | 13          | - AUS: Platino (3) - CAN: Platino (2) - GER: Oro - ITA: Platino (2) - UK: Platino (2) - USA: Platino (6)    |
| 2002                                                                                               | Steal This Album! - Pubblicato: 26 novembre 2002 - Etichetta: American, Columbia - Formati: CD, 2 LP, download digitale | 15          | 11          | —           | 25          | 14          | 47          | 45          | 41          | 26          | 25          | 56          | - AUS: Oro - FIN: Oro - GER: Oro - ITA: Oro - UK: Oro - USA: Platino                                        |
| 2005                                                                                               | Mezmerize - Pubblicato: 17 maggio 2005 - Etichetta: American, Columbia - Formati: CD, LP, download digitale             | 1           | 1           | 1           | 2           | 1           | 2           | 4           | 5           | 1           | 1           | 2           | - AUS: Platino - CAN: Platino (3) - FIN: Platino - GER: Oro (3) - ITA: Oro - UK: Platino - USA: Platino (2) |
| 2005                                                                                               | Hypnotize - Pubblicato: 22 novembre 2005 - Etichetta: American, Columbia - Formati: CD, CD+DVD, LP, download digitale   | 1           | 3           | 1           | 1           | 4           | 10          | 10          | 15          | 1           | 4           | 11          | - AUS: Oro - FIN: Platino - GER: Oro - ITA: Oro - UK: Oro - USA: Platino                                    |
| "—" indica una pubblicazione che non si è classificata o che non è stata pubblicata in quel Paese. | |             |             |             |             |             |             |             |             |             |             |             | |

### Raccolte
| Anno | Titolo                                                                              |
| ---- | ----------------------------------------------------------------------------------- |
| 2011 | Bundle - Pubblicato: 10 giugno 2011 - Etichetta: American, Columbia - Formati: 5 CD |

## Extended play
| Anno | Titolo                                                                                |
| ---- | ------------------------------------------------------------------------------------- |
| 1999 | Sugar E.P. - Pubblicato: maggio 1999 - Etichetta: American - Formati: CD              |
| 2000 | Limited Edition Tour CD - Pubblicato: 2000 - Etichetta: American - Formati: CD        |
| 2006 | Lonely Day - Pubblicato: 17 aprile 2006 - Etichetta: American, Columbia - Formati: CD |

## Demo
- 1995 – Untitled 1995 Demo Tape
  1. "Bacon"
  2. Flake
  3. Metro

- 1995 – Demo Tape 1
  1. Sugar
  2. Suitepee
  3. Dam
  4. P.L.U.C.K.

- 1996 – Demo Tape 2
  1. Honey
  2. Temper
  3. Soil

- 1997 – Demo Tape 3
  1. Know
  2. War?
  3. Peep-Hole

- 1997 – Demo Tape 4
  1. CUBert
  2. Marmalade
  3. DDevil
  4. Slow
  5. 36
  6. Friik
  7. Mind
  8. Suite-Pee
  9. Blue
  10. Darts
  11. Storaged
  12. Sugar
  13. The Metro

## Singoli
| Anno                                                                                               | Titolo              | Classifiche | Classifiche | Classifiche | Classifiche | Classifiche | Classifiche | Classifiche | Classifiche | Classifiche | Classifiche | Classifiche | Certificazioni                                             | Album di provenienza |
| Anno                                                                                               | Titolo              | USA         | USA Alt.    | USA Main.   | AUS         | CAN         | FIN         | GER         | IRL         | NLD         | SWI         | UK          | Certificazioni                                             | Album di provenienza |
| -------------------------------------------------------------------------------------------------- | ------------------- | ----------- | ----------- | ----------- | ----------- | ----------- | ----------- | ----------- | ----------- | ----------- | ----------- | ----------- | ---------------------------------------------------------- | -------------------- |
| 1998                                                                                               | Sugar               | —           | 31          | 28          | —           | —           | —           | —           | —           | —           | —           | 136         | - USA: Platino                                             | System of a Down     |
| 2001                                                                                               | Chop Suey!          | 76          | 7           | 12          | 14          | 21          | —           | —           | 46          | 25          | —           | 17          | - ITA: Platino - UK: Platino (2) - USA: Platino (5)        | Toxicity             |
| 2002                                                                                               | Toxicity            | 70          | 3           | 10          | 39          | —           | —           | 88          | 47          | 75          | 90          | 25          | - GER: Oro - ITA: Platino - UK: Platino - USA: Platino (3) | Toxicity             |
| 2002                                                                                               | Aerials             | 55          | 1           | 1           | 36          | —           | —           | 80          | 35          | —           | —           | 34          | - ITA: Oro - UK: Argento - USA: Platino (2)                | Toxicity             |
| 2005                                                                                               | B.Y.O.B.            | 27          | 4           | 4           | 42          | —           | —           | —           | —           | —           | —           | 26          | - ITA: Oro - UK: Oro - USA: Platino (3)                    | Mezmerize            |
| 2005                                                                                               | Question!           | 102         | 9           | 7           | —           | —           | —           | —           | 47          | —           | —           | 41          | - USA: Oro                                                 | Mezmerize            |
| 2005                                                                                               | Hypnotize           | 57          | 1           | 5           | —           | —           | 4           | 83          | 47          | 31          | —           | 48          | - US: Platino                                              | Hypnotize            |
| 2006                                                                                               | Lonely Day          | 123         | 10          | 10          | 37          | —           | 16          | 46          | —           | —           | 72          | 72          | - ITA: Oro - UK: Argento - USA: Platino                    | Hypnotize            |
| 2006                                                                                               | Kill Rock 'n Roll   | —           | —           | 38          | —           | —           | —           | —           | —           | —           | —           | —           |                                                            | Hypnotize            |
| 2020                                                                                               | Protect the Land    | —           | —           | 24          | —           | 88          | —           | —           | —           | —           | —           | —           |                                                            | /                    |
| 2020                                                                                               | Genocidal Humanoidz | —           | —           | —           | —           | —           | —           | —           | —           | —           | —           | —           |                                                            | /                    |
| "—" indica una pubblicazione che non si è classificata o che non è stata pubblicata in quel Paese. |                     |             |             |             |             |             |             |             |             |             |             |             |                                                            |                      |

### Singoli promozionali
| Anno                                                                                               | Titolo                | Classifiche | Classifiche | Classifiche | Certificazioni | Album di provenienza |
| Anno                                                                                               | Titolo                | USA         | USA Alt.    | USA Main.   | Certificazioni | Album di provenienza |
| -------------------------------------------------------------------------------------------------- | --------------------- | ----------- | ----------- | ----------- | -------------- | -------------------- |
| 1999                                                                                               | Spiders               | —           | 38          | 25          |                | System of a Down     |
| 2001                                                                                               | Prison Song/X         | —           | —           | —           |                | Toxicity             |
| 2001                                                                                               | Johnny                | —           | —           | —           |                | /                    |
| 2002                                                                                               | Innervision           | 107         | 14          | 12          |                | Steal This Album!    |
| 2005                                                                                               | Cigaro                | —           | 29          | 34          |                | Mezmerize            |
| 2005                                                                                               | Violent Pornography   | —           | —           | —           | - USA: Oro     | Mezmerize            |
| 2006                                                                                               | Vicinity of Obscenity | —           | —           | —           |                | Hypnotize            |
| "—" indica una pubblicazione che non si è classificata o che non è stata pubblicata in quel Paese. |                       |             |             |             |                |                      |

## Videografia

### Video musicali
| Anno | Titolo              | Regista/i                          |
| ---- | ------------------- | ---------------------------------- |
| 1998 | Sugar               | Nathan "Karma" Cox                 |
| 1998 | War?                | Deaton Flanigen                    |
| 1998 | Spiders             | Charlie Deaux                      |
| 2001 | Chop Suey!          | Marcos Siega                       |
| 2002 | Toxicity            | Shavo Odadjian e Marcos Siega      |
| 2002 | Aerials             | Shavo Odadjian e David Slade       |
| 2003 | Boom!               | Michael Moore                      |
| 2005 | B.Y.O.B.            | Jake Nava                          |
| 2005 | Question!           | Shavo Odadjian e Howard Greenhalgh |
| 2005 | Hypnotize           | Shavo Odadjian                     |
| 2006 | Lonely Day          | Josh Melnick e Xander Charity      |
| 2020 | Protect the Land    | Ara Soudjian e Shavo Odadjian      |
| 2021 | Genocidal Humanoidz | Shavo Odadjian e Adam Mason        |